# Сплюшка південна
Сплюшка південна (Ptilopsis granti) — вид птахів родини совових (Strigidae). Поширений в Африці.

## Назва
Назва виду присвячена шотландському орнітологу Вільяму Роберту Огілві-Гранту, який першим визнав цю сову окремим таксоном.

## Поширення
Сплюшка південна поширена в більшій частині Африки на південь від Сахари на південь від екватора. Віддає перевагу відкритій місцевості, але все ще вкритій деревами та кущами, в саванах і світлих сухих лісах і уникає пустель і густих лісів.

## Спосіб життя
Харчується великими комахами та їхніми личинками, павуками, скорпіонами, дрібними рептиліями, птахами та дрібними ссавцями. Як практично всі сови, це засадний мисливець, у якого дуже розвинені зір і слух.